# Lars Börjesson (handbolls- och fotbollsspelare)
Lars "Buff" Börjesson är en svensk före detta handbolls- och fotbollsspelare. I handboll representerade han Göteborgs HP och HP Warta, och i fotboll spelade han i allsvenskan med Gais 1970.

## Biografi
Börjesson spelade handboll för Göteborgs HP 1965 som centerhalv (mittsexa) då han blev uttagen till nordiska mästerskapen för juniorer. Sverige vann nordiska mästerskapet. Han spelade sedan ytterligare 3 ungdomslandskamper för Sverige 1966, men spelade aldrig i A-landslaget i handboll. Han spelade kvar i klubben åtminstone till 1974, men då hette klubben HP Warta.
Som fotbollsspelare gick Börjesson från Gårda BK till Gais inför säsongen 1970, men gjorde ingen större lycka och spelade bara 8 allsvenska matcher säsongen 1970, då Gais åkte ur allsvenskan, och ytterligare en match i division II 1971.
Smeknamnet "Buff" fick han på grund av sitt tuffa spel, där han "buffade" och "knödde" ordentligt på motståndarna.